# San Giovanni Suergiu
San Giovanni Suergiu (sardinski: Santu Giuànni Suèrgiu, Santu Juanni Sruèxu) je grad i općina (comune) u pokrajini Južnoj Sardiniji u regiji Sardiniji, Italija. Nalazi se na nadmorskoj visini od 16 metara i ima 6 055 stanovnika.
 Prostire se na 72,37 km². Gustoća naseljenosti je 84 st/km².
Susjedne općine su: Carbonia, Giba, Portoscuso, Sant'Antioco i Tratalias.